# 本特·莫尔贝里
本特·莫尔贝里（瑞典語：Bengt Morberg，1897年6月1日—1968年9月26日），生于韦斯特罗斯，瑞典男子体操运动员。他曾获得1920年夏季奥运会体操比赛男子团体瑞典式金牌。他于1968年在韦斯特罗斯去世。